# سیارک ۴۸۸۸
سیارک ۴۸۸۸ (به انگلیسی: 4888 Doreen، نامگذاری:1981JX1) چهار هزار و هشتصد و هشتاد و هشتمین سیارک کشف شده‌است که در ۵ مه ۱۹۸۱ کشف شد.
قدر مطلق سیارک برابر ۱۳٫۸۰ است.